# Ivan Turina
Ivan Turina (Zagreb, República Federal Socialista de Yugoslavia, 3 de octubre de 1980 - Estocolmo, Suecia, 2 de mayo de 2013) fue un futbolista croata. Jugó de portero y militó en el AIK Solna de la Allsvenskan de Suecia. Fue seleccionado croata, tanto a nivel juvenil como en la selección croata adulta, con la que jugó únicamente en una ocasión.
Falleció el 2 de mayo de 2013, a los 32 años de edad, tras una insuficiencia cardíaca.

## Clubes
| Club            | País    | Año         |
| --------------- | ------- | ----------- |
| Dinamo Zagreb   | Croacia | 1998        |
| Croatia Sesvete | Croacia | 1999 - 2000 |
| Kamen Ingrad    | Croacia | 2001 - 2002 |
| Osijek          | Croacia | 2002 - 2003 |
| Dinamo Zagreb   | Croacia | 2003 - 2007 |
| Skoda Xanthi    | Grecia  | 2007 - 2008 |
| Lech Poznań     | Polonia | 2008 - 2009 |
| Dinamo Zagreb   | Croacia | 2010        |
| AIK Solna       | Suecia  | 2010 - 2013 |